# 北京LEAD阳光志愿者俱乐部
北京LEAD阳光志愿者俱乐部（简称阳光志愿者或LEAD阳光）是2003年儿童节成立于北京的一个民间公益组织。阳光志愿者主要针对北京周边的新市民子女（6-12岁），进行包括语文、戏剧表演、英语、计算机、科普实验、音乐舞蹈和美术的课程设计和教授。

## 历史
- 2003年6月，非典时期7位志愿者在后海成立“校园良师志愿者”，注册于携程的俱乐部论坛开始运行。第一个项目是对北京城区的7个贫困家庭孩子进行各个科目的辅导。[5]

- 2004年11月，开始第一个“流动儿童”相关的项目，北京市昌平区汇蕾打工子弟学校周末课堂。该项目于2006年入围民政部“社会公益示范工程”[6]。

- 2009年6月，阳光语文课主题课“隐形的翅膀”和当年北京高考作文题《隐形的翅膀》吻合。相关宣传文章“我有一双隐形的翅膀”获得多个媒体转载。[7][8]
- 2011年5月，阳光志愿者开始组织学生参加中科院开放日活动，帮助流动儿童接触更多新鲜科技。[9]

## 服务学校和社区

### 2013秋季服务的学校和社区
| CMC东坝中心 | 爱加倍社区         | 定福小学      | 燕京小天鹅公益学校 |
| 经纬学校    | 梁公庵水厂大院社区 | CMC朱房村社区 | 怀柔育才学校       |

### 曾经服务过的学校和社区
| CMC东坝中心    | 文德学校     | 朝阳育才学校       | 振华学校       |
| 经纬学校       | 木兰社区     | CMC朱房村社区      | 怀柔育才学校   |
| 爱加倍社区     | 毛菊图书馆   | 燕京小天鹅公益学校 | 光明学校       |
| 汇蕾学校       | 桃园学校     | 崔各庄实验学校     | 信心学校       |
| 新公民学校     | 育英学校     | 宜民学校           | 农民之子图书馆 |
| 平西府弘立学校 | 新世纪图书馆 | 蓝天丰苑学校       |                |

## 设计和教授课程
LEAD阳光目前设有六个课程组，十年来积累了上千课时的教案。
|  | 计算机组 我们的故事书 - 乐跑机器人 - 我们的游戏 - 计算机教师培训 - 社区成人课 |
|  | 艺术组 音乐 - 美术 - 舞蹈 - 表演                                              |
|  | 语文组 国学启蒙(三字经) - 趣味语文 - 表演 - 书法 - 绘本阅读                   |

|  | 趣味经济组 少年商学院 - 我们的城市 - 我们的世界 |
|  | 英语组 英语歌曲 - 英语游戏 - 绿野仙踪话剧       |
|  | 兴趣组 科普实验 - 发明 - 天文 - 国际跳棋 - 数学 |

其中，少年商学院课程是阳光志愿者对青年成就的课程进行本地化之后教授北京流动儿童的版本。
阳光志愿者制作了rur-ple乐跑机器人教学软件的中文版本。